# Outurela
Outurela és un llogaret de la freguesia de Carnaxide e Queijas.
A la fi de l'edat del bronze apareix el poblat d'Outurela, que es perllonga a l'edat del ferro: vivien en petites cases rectangulars de pedra seca. Van construir un monument al talús per als seus cultes funeraris, el jaciment d'Outurela.
Al segle XVIII l'ocupació de l'àrea es fa amb quintes residencials, i en una de les quals funcionà, al segle XIX, una fàbrica. Actualment, és un dels principals pols industrials i empresarials del municipi d'Oeiras (amb àrees com l'Àrea Empresarial de Nova Carnaxide, Zona Industrial i Empresarial d'Alto do Montijo, Zona Industrial i Empresarial de Outurela/Portela i l'Àrea Empresarial d'Outurela/Portela). Engloba també diversos barris residencials de densitat mitjana com ara Portela de Carnaxide, Alto de Barronhos, Nova Carnaxide, Alto do Montijo, Quinta de Nossa Senhora da Conceição, Barri 18 de Maig, Encosta da Portela, Quinta do Salles, Sâo Marçal, Moinho da Portela i Pátio dos Cavaleiros.
El travessen alguns corrents d'aigua: la ribera d'Algés, on aflueixen la ribera d'Outurela i la ribeira de Monsanto.
El poble d'Outurela tenia 9.577 habitants al 2011, i té com a patrimoni principal la Parròquia da Imaculada Conceição d'Outurela.